# La Godefroy
La Godefroy è un comune francese di 226 abitanti situato nel dipartimento della Manica nella regione della Normandia.

## Società

### Evoluzione demografica
Abitanti censiti